# Превантивна война
Превантивна война (на английски: Preventive war – „Война за предотвратяване“) е термин, обозначаващ започването на бойни действия с цел осуетяване агресивните намерения и/или планове на противника.
Основание за започване на превантивна война е налице тогава, когато бъдещият военен сблъсък се счита за неизбежен.
Обичайно към превантивна война пристъпва онази от страните, която се чувства по-слаба и/или застрашена, с цел изменение баланса на силите в своя полза.